# Reinhold Bocklet
Reinhold Bocklet (né le 5 avril 1943 à Schongau) est un homme politique allemand (CSU).

## Biographie
Après le lycée Carl-von-Linde de Kempten, il étudie à partir de 1962 le droit et de science politique à l'Université Louis-et-Maximilien de Munich et passe le 2ème examen d'État en droit. De 1973 à 1974, il est assistant de recherche pour le Conseil allemand de l'éducation et de 1974 à 1979, il est consultant au Centre d'État bavarois pour l'éducation politique de la chancellerie d'État de Bavière. De 1976 à 1981, il occupe un poste d'enseignant en théorie des systèmes politiques au Geschwister-Scholl-Institut de l'Université de Munich. En 1978, il reçoit un prix scientifique spécial du Landtag de Bavière.
Reinhold Bocklet est marié à Rosemarie Bocklet-Wals et a un fils Stephan.
Il est membre depuis 1963 de l'association étudiante catholique KDSt.V. Trifels Munich dans le CV . Il est également membre du Dialogue germano-russe de Pétersbourg, président de l'Académie européenne de Bavière e. V. et président du conseil d'administration de la société Montgelas.

## Politique
Bocklet commence sa carrière politique dans la Junge Union, dont il est membre du comité exécutif fédéral de 1973 à 1979, plus récemment en tant que vice-président fédéral.
De 1979 à 1993, il est député du Parlement européen, là en 1988 président de la "commission d'enquête sur les hormones", à partir de 1989 porte-parole de la politique agricole du groupe PPE, 1991 rapporteur général pour la réforme de la CE agricole politique et 1993 président du comité des droits juridiques et civils. De 1984 à 1995, il est président régional du groupe de travail sur l'agriculture de la CSU. Depuis 1984, il est membre du comité exécutif du parti de la CSU.
En 1993, Bocklet est passé à la politique d'État et est ministre de l'Alimentation, l'Agriculture et des Forêts de Bavière de 1993 à 1998 et ministre d'État aux Affaires fédérales et européennes de Bavière et représentant autorisé de l'État libre de Bavière au gouvernement fédéral de 1998 à 2003. Dans ce bureau, il réussit à mettre en place la représentation de l'État libre de Bavière auprès de l'UE au sein de l'ancien Institut Pasteur à Bruxelles. De 1994 à 2003, il est membre du Comité des régions de l'UE, tout récemment président du Groupe PPE et premier vice-président. En 1994, il est élu au Landtag de Bavière sur la liste de la Haute-Bavière et est réélu en 1998. Lors des élections régionales de 2003, il remporte la circonscription de Fürstenfeldbruck-Est. Pour des raisons de proportionnalité régionale, il démissionne du cabinet de ministre en 2003. Lors des élections régionales de 2008 et 2013, il est réélu dans sa circonscription. En 2004, il devient président de la Commission internationale de la CSU. Entre 2003 et 2008, il est membre des commissions parlementaires de l'économie, des infrastructures, des transports et de la technologie ainsi que des affaires fédérales et européennes. Depuis octobre 2008, il est premier vice-président du Landtag de Bavière, membre du Conseil des anciens et du conseil d'administration du groupe parlementaire CSU. Il est membre du conseil de l'arrondissement de Fürstenfeldbruck depuis mai 2008. Reinhold Bocklet ne s'est pas présenté aux élections régionales de 2018.

## Honneurs et récompenses
- Chevalier de l'Ordre du Mérite de la République fédérale d'Allemagne
- 1993: Ordre bavarois du Mérite
- 2001: Grande médaille d'honneur d'or avec l'étoile des services à la République d'Autriche [2]
- 2002: Médaille d'or de la constitution bavaroise du Landtag de Bavière
- 2015: Croix de Commandeur avec Étoile de l'Ordre du Mérite hongrois[3]
- 2016: Chevalier de la Légion d'honneur de la République française
- Insigne d'honneur des länder de Styrie et de Salzbourg